# Cyoceraphron funicularis
Cyoceraphron funicularis är en stekelart som beskrevs av Paul Dessart 1994. Cyoceraphron funicularis ingår i släktet Cyoceraphron och familjen pysslingsteklar. Inga underarter finns listade i Catalogue of Life.